# John James (architetto)
John James (Basingstoke, c.1673 – Greenwich, 15 maggio 1746) è stato un architetto inglese, in particolare collegato a Twickenham, nella zona ovest di Londra, dove ricostruì la Chiesa di Santa Maria ed una casa per James Johnson, Segretario di Stato per la Scozia, in seguito Orleans House e successivamente demolita. La valutazione che aveva di lui Howard Colvin era quella di "un architetto competente, ma gli mancava l'estro creativo ed i suoi edifici sono per la maggior parte comuni e poco coraggiosi nel design".

## Biografia
Figlio di un pastore dell'Hampshire chiamato anch'egli John James, frequentò la Scuola dello Spirito Santo, Basingstoke, di cui suo padre era preside. Fu poi apprendista nel 1690 da Matthew Banckes, Maestro carpentiere della Corona nel periodo 1683-1706, di cui sposò la nipote e visse per un po' ad Hampton Court Palace. Fu impiegato a Greenwich, dove nel 1718 diventò Direttore congiunto dei lavori con Hawksmoor, al quale succedette come Ispettore alla fabbrica di Westminster Abbey, dove completò la torre occidentale di Hawksmoor. Nel frattempo fu nominato maestro carpentiere presso la Cattedrale di San Paolo, dove coadiuvò Sir Christopher Wren e gli succedette nel 1723 come Ispettore della fabbrica. Fu Maestro della Compagnia dei carpentieri nel 1734.
Nel 1714 iniziò a lavorare alla Chiesa di San Giorgio, Tiverton, che fu finalmente completata nel 1733.
Nel 1716 prese il posto di James Gibbs come uno dei due periti per il Comitato per la costruzione di cinquanta nuove chiese - l'altro era Nicholas Hawksmoor. Egli progettò una chiesa per il comitato, Chiesa di San Giorgio, Hanover Square e collaborò con Hawksmoor sulla progettazione di altre due, San Giovanni Horsleydown a Southwark e San Luca Old Street. Alla Chiesa di San Alfege a Greenwich  ricostruì la torre medievale e aggiunse un campanile nel 1730, il resto della chiesa era stata interamente ricostruita da Hawksmoor per il comitato nel 1712-1714. James ha anche progettato la Chiesa di Santa Maria, Rotherhithe, nel 1714-1715 e San Lorenzo nei pressi di Edgware Whitchurch, più o meno nello stesso periodo. Egli inoltre rivestì di nuovo la torre medievale di Santa Margherita di Westminster 1735-1737 in modo gotico, con una specie di carta traslucida (VCH Middlesex Vol.XIII City of Westminster Parte 1 P.144)
Egli fu il professionista in loco per la costruzione della East India House, Leadenhall Street, Londra, su progetto del commerciante e architetto dilettante Theodore Jacobsen, 1726-1729.
Tra i numerosi edifici di Twickenham, John James progettò la Chiesa di Santa Maria dopo che era crollata nel 1713 (con l'eccezione della sopravvissuta torre ovest).
Nel sud-est di Londra, James progettò Wricklemarsh, "una casa pionieristica palladiana" (Colvin) e in effetti la sua unica struttura in stile palladiano, per Sir Gregory Page nel 1723.
La casa che progettò per se stesso intorno al 1725 - Warbrook in Eversley, Hampshire - è una delle poche case sopravvissute costruite da un architetto settecentesco per uso proprio. Egli potrebbe anche aver progettato Hursley House, Hursley, Hampshire, per William Heathcote (più tardi, Sir); Barnsley House in Gloucestershire è ora di solito attribuita a lui, circa del 1720.

## Scritti
Pubblicò uno studio (1736) in un trattato di guerra sulla progettazione del ponte di Westminster, per il quale aveva presentato un disegno, che, anche se non accettato dai committenti, fu considerato "chiaro e ben definito". Competente in latino, francese e italiano, tradusse il trattato di Andrea Pozzo sulla prospettiva Regole ed esempi di prospettiva, adatto a pittori ed architetti (1707, 2ª edizione c. 1725) e dal francese di Claude Perrault, Trattato dei cinque ordini di colonne in Architettura (1708), e dal francese di Dezallier d'Argenville, Teoria e pratica del giardinaggio (1712, 2ª edizione 1728, 3ª edizione 1743.
Così John James può essere visto come uno degli intermediari che hanno reso il barocco continentale utilizzabile in architettura, nella pittura decorativa e nella pianificazione formale dei giardini, a disposizione dei mecenati e degli artigiani inglesi.

## Galleria delle sue opere

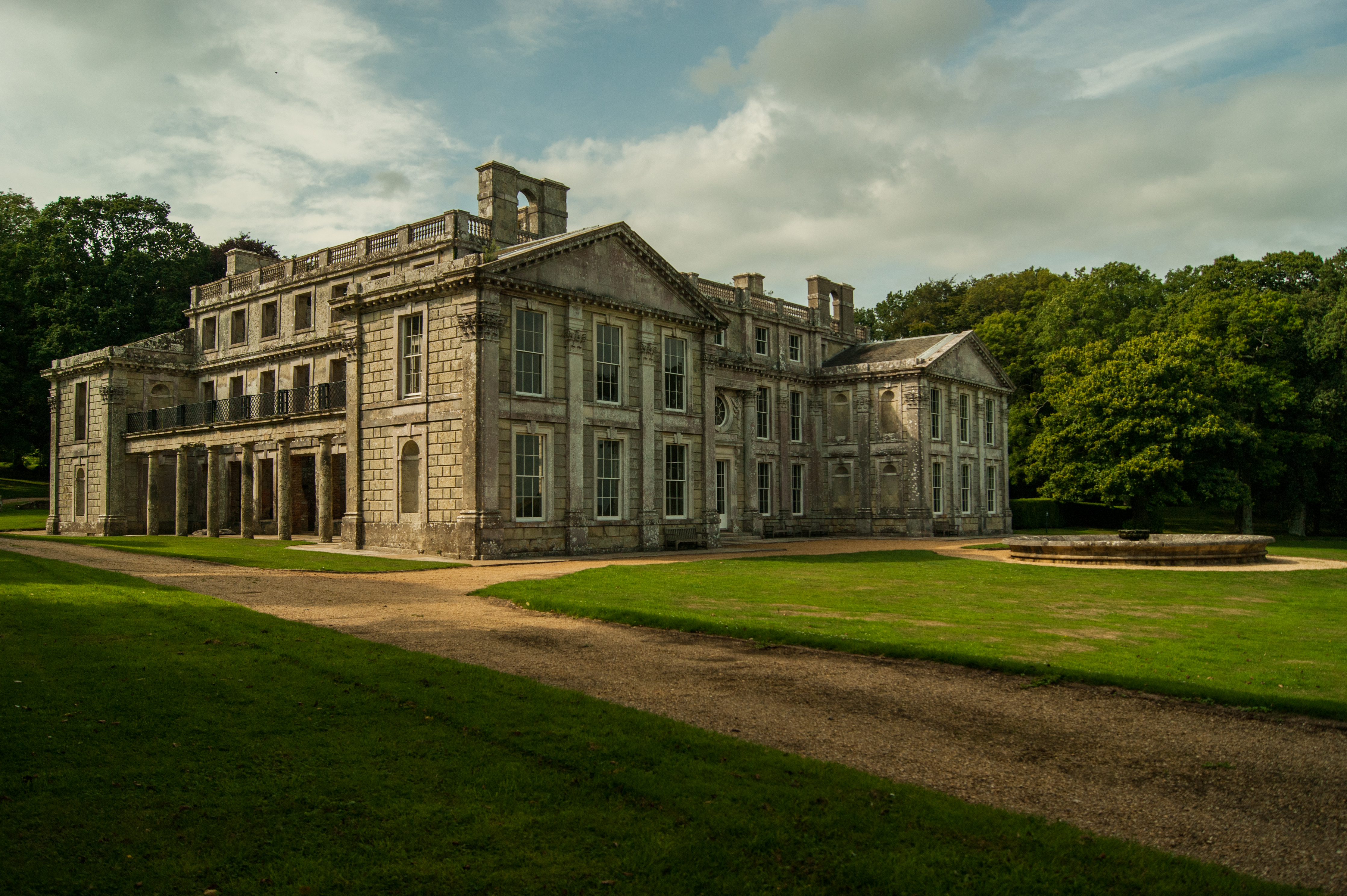
Appuldurcombe House, Isola di Wight
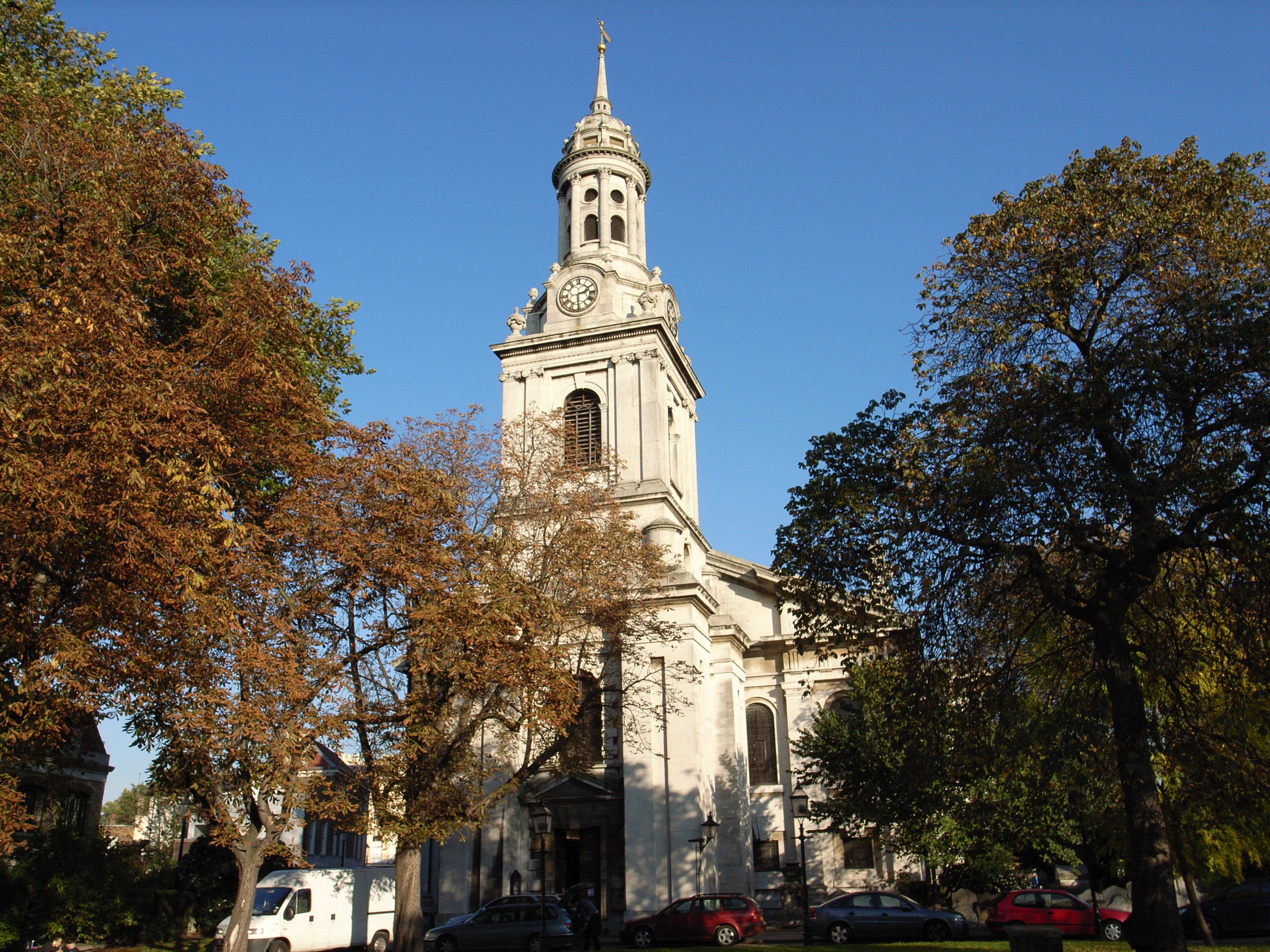
St. Alphege's Greenwich, parte superiore della torre, di James
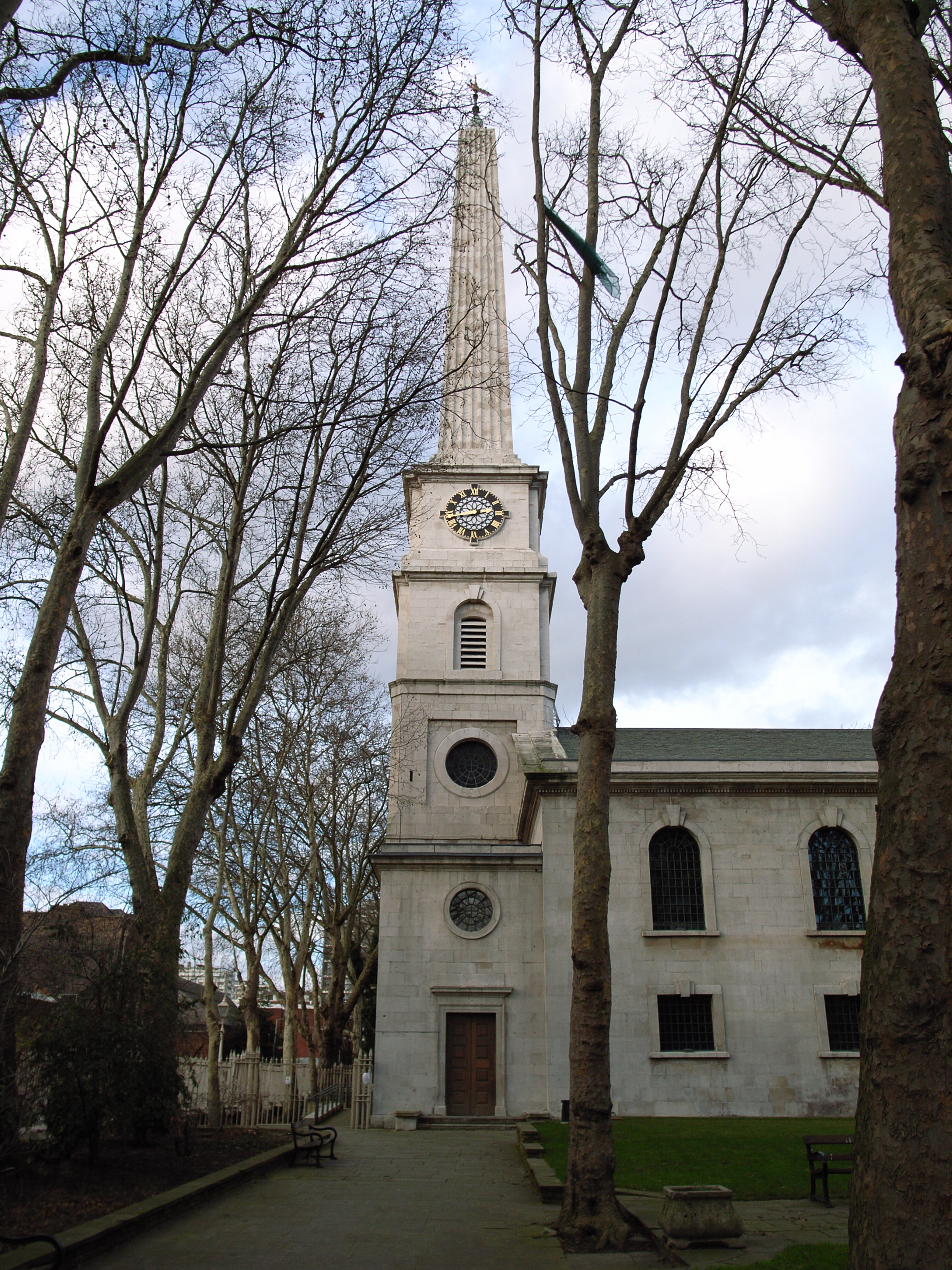
St. Luke's Old Street, Londra, con Nicholas Hawksmoor
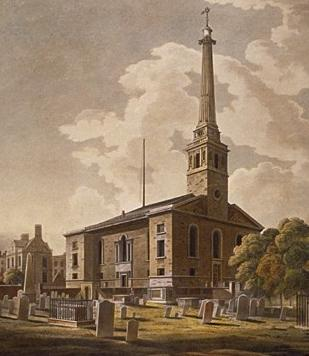
St. John's Horsleydown, Londra, con Nicholas Hawksmoor, bombardata in un blitz su Londra e demolita
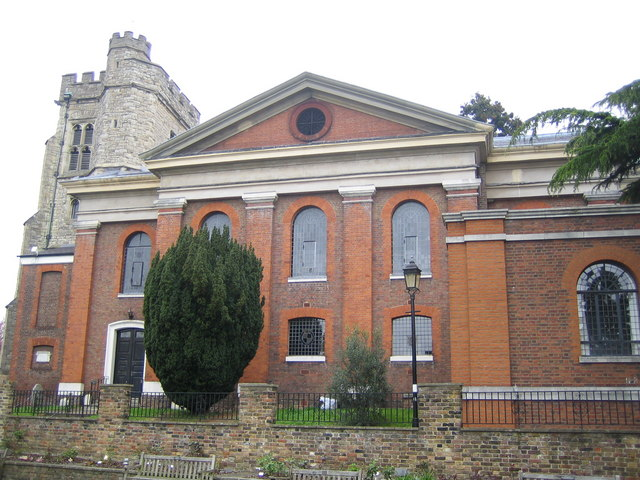
St. Mary's Church, Twickenham, ricostruita da James tranne la torre medievale
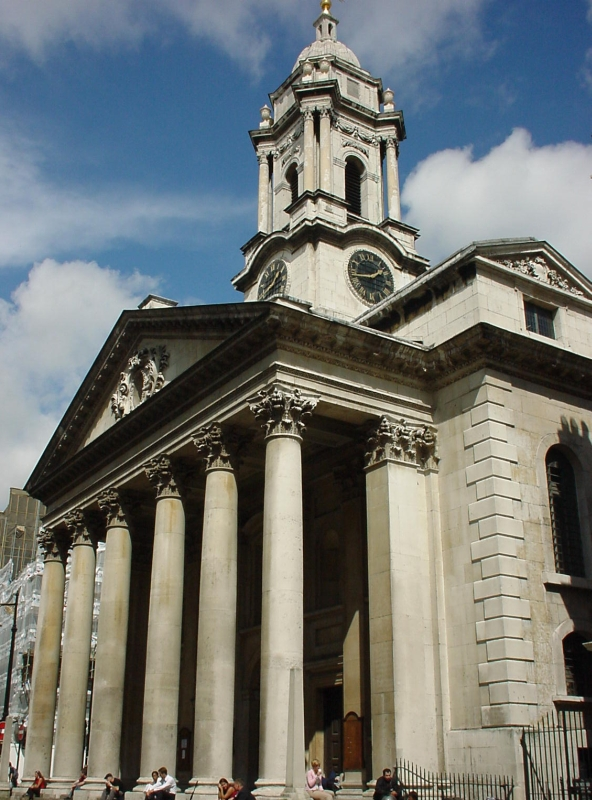
St. George's Hanover Square, Londra
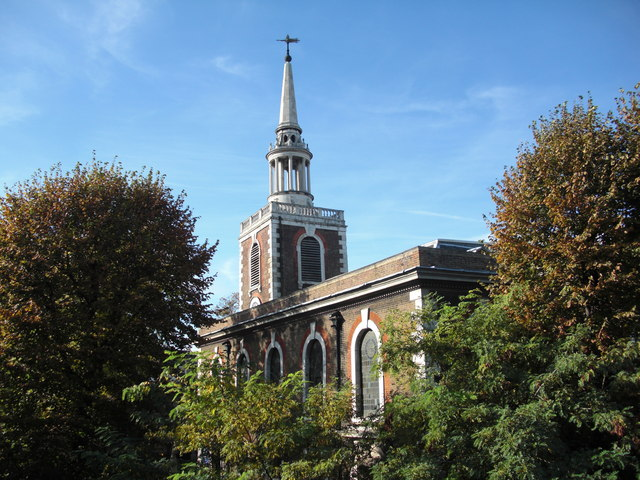
St. Mary's Rotherhithe, Londra
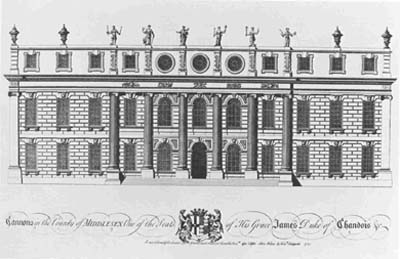
Cannons House, Middlsex, uno dei molti architetti impiegati nel disegno della casa